# Blonde feetiran
De blonde feetiran (Empidonax fulvifrons) is een zangvogel uit de familie Tyrannidae (tirannen).

## Verspreiding en leefgebied
Deze soort komt voor van de zuidwestelijke Verenigde Staten tot Honduras en telt zes ondersoorten:
- E. f. pygmaeus: zuidwestelijke Verenigde Staten en noordwestelijk Mexico.
- E. f. fulvifrons: noordoostelijk Mexico.
- E. f. rubicundus: centraal Mexico.
- E. f. brodkorbi: zuidelijk Mexico (Oaxaca).
- E. f. fusciceps: van zuidoostelijk Mexico tot Guatemala en El Salvador.
- E. f. inexpectatus: Honduras.

## Status
De grootte van de populatie is in 2019 geschat op 2 miljoen volwassen vogels. Op de Rode lijst van de IUCN heeft deze soort de status niet bedreigd.